# Висран Хади
Висра́н Ха́ди (индон. Wisran Hadi; 27 июля 1945, Паданг — 28 июня 2011, Паданг) — индонезийский писатель и драматург, основатель театральной студии «Мир театра». Представитель «Поколения-66». По национальности минангкабау.

## Краткая биография
Был третьим из 13 детей семьи. Окончил среднюю школу в Паданге, а в 1969 г. - Академию изобразительных искусств в Джокьякарте . В 1977 г. участвовал в писательской программе Айовского университета (США). Проходил практику в театрах США (1978) и Японии (1987). Преподавал в Школе изобразительных искусств Индонезии в Паданге, на гуманитарном факультете Университета Андалас, а также в 2001 г. - в Национальной академии искусств (Малайзия). Скончался от инфаркта за письменным столом.
Похоронен на кладбище Симпанг-Тинджу (Simpang Tinju).

## Творчество
Автор около 80 пьес, многие из которых поставлены в основанной им в 1978 г. в Паданге театральной студии «Мир театра» (Bumi Teater). Писал также стихи (сборник «Сималакама», 1975), рассказы, повести, эссе по литературе и культуре Индонезии. 7 пьес писателя экранизированы  и показаны по телевидению. В своем творчестве опирался на мотивы традиционной литературы и культуры минангкабау, критически переосмысливая их.

## Награды
- Третий призер конкурса Совета искусств Джакарты на лучшую пьесу («Пропасть», 1975)
- Литературная премия Центра строительства и развития языка Индонезии («Прямой путь», 1991)
- Литературная премия Юго-Восточной Азии (2000)
- Премия министерства культуры и туризма Индонезии (2003)
- Награда Федерации театров Индонезии (2010)
- Первая премия на конкурсе Совета искусств Джакарты на лучшую повесть («Персиден», 2013)

## Мнение
"Произведениям Висрана присуще критическое до цинизма отношение к адату, поэтому они вызывают противоречивые оценки и полностью отрицаются ревностными приверженцами адатного права". — Дарман Мунир

## Семья
- Отец Хаджи Дарвас Идрис – главный имам Большой мечети Мухамадья в Паданге.
- Был женат дважды. Первая супруга Мислайни (развод), вторая – Раудха Таиб (Упита Агустина) – поэтесса, профессор сельскохозяйственного факультета Университета Андалас (Паданг).
- Сын Икхван Ариф (от первого брака)

## Основные произведения

### Пьесы
- Puti Bungsu – Wanita Terakhir. Jakarta: Pustaka Jaya dan Balai Pustaka (1978).
- Puti Bungsu – Wanita Terakhir // Antologi Drama Indonesia Jilid IV 1969-2000. Editor Sapardi Djoko Damono, Adila Suwarmo Soepeno, John H. McGlynn, Melani Budianta, Nirwan Dewanto, Goenawan Mohamad. Jakarta: Yayasan Lontar, 2009.
- Anggun Nan Tongga. Jakarta: Balai Pustaka (1982, шесть переизданий).
- Jalan Lurus Bandung: PT Angkasa, 1991.
- Empat Sandiwara Orang Melayu (kumpulan naskah drama) Bandung: PT Angkasa, 2000 (включает четыре пьесы: Senandung Semenanjung, Dara Jingga, Gading Cempaka, Cindua Mato).
- Empat Lakon Perang Paderi (Kumpulan naskah drama tentang Perang Paderi) Bandung: Angkasa 2001; на основе пьесы поставлен телевизионный фильм «Война падри», показанный на центральном телевидении в 2002.
- Roh dan Nyonya-Nyonya //Kumpulan Drama Sobrat. Jakarta: Grasindo, 2004.
- Wayang Padang, drama. Dipentaskan di Padang dan TIM Jakarta Juli 2006.

### Повести
- Simpang. Jakarta: Balai Pustaka 1977.
- Tamu. Jakarta: PT Pustaka Utama Grafiti, 1996.
- Imam Jakarta: Pustaka Firdaus, 2001.
- Persiden. Yogyakarta: Bentang Pustaka, 2013.
- Orang-Orang Blanti. Padang: Penerbit Citra Budaya, 2000.
- Negeri Perempuan. Jakarta: Pustaka Firdaus, 2001.
- Pelarian. Публиковалась с продолжением в газете  Harian Republika, Jakarta, 2002
- Dari Tanah Tepi (kisah perjalanan Haji). Jakarta: Balai Pustaka, 2004.
- Generasi Ketujuh. Публиковалась с продолжением в газете  Harian Umum Padang Ekspres с мая по сентябрь 2007.
- Biografi Haji Amran, Pendiri Yayasan Pendidikan Baiturrahmah. Yayasan Pendidikan Baiturrahmah, 2007.

### Рассказы
- Daun-daun Mahoni Gugur Lagi (kumpulan 22 buah cerpen). Petaling Jaya: Penerbit Fajar Bakti Sdn. Bhd. Malaysia, 1998.
- Guru Berkepala Tiga (kumpulan 22 buah cerpen) Jakarta: Balai Pustaka, 2002.
- Pembisik // Kumpulan cerpen terbaik Jakarta Harian Republika, 2002.